# Styloctetor
Genre
Synonymes
- Anacotyle Simon, 1926

Styloctetor est un genre d'araignées aranéomorphes de la famille des Linyphiidae.

## Distribution
Les espèces de ce genre se rencontrent en écozone holarctique.

## Liste des espèces
Selon World Spider Catalog (version 26, 23/06/2025) :
- Styloctetor austerus (L. Koch, 1884)
- Styloctetor compar (Westring, 1861)
- Styloctetor logunovi (Eskov & Marusik, 1994)
- Styloctetor okhotensis (Eskov, 1993)
- Styloctetor purpurescens (Keyserling, 1886)
- Styloctetor romanus (O. Pickard-Cambridge, 1873)
- Styloctetor tuvinensis Marusik & Tanasevitch, 1998
- Styloctetor vacerosus (Keyserling, 1886)

## Systématique et taxinomie
Ce genre a été décrit par Simon en 1884 dans les Theridiidae.
Anacotyle est placé en synonymie avec Ceratinopsis par Wunderlich en 1970 puis avec Styloctetor par Marusik et Tanasevitch en 1998.

## Publication originale
- Simon, 1884 : Les arachnides de France. Paris, vol. 5, p. 180-885 (texte intégral).